# CSOA l'Horta
El Centre Social Okupat i Anarquista l'Horta és una entitat creada l'any 2012 a partir d'una ocupació a l'Antic centre de Flores Amanda, al Barri de Benimaclet, a la Ciutat de València.
La ocupació va fer-se el març del 2012, influenciats pel 15M i les experiències okupa dels anys noranta. Al centre s'hi han organitzat tallers de diferent tipus, hi ha un projecte d'educació llibertària i autogestionada, un magatzem de roba i una biblioteca social. També hi ha horts urbans.
El 14 de desembre del 2020 fou desallotjat per la policia, i posteriorment reocupat.